# 6-я пехотная дивизия (Российская империя)
6-я пехотная дивизия — пехотное соединение Русской императорской армии.
Штаб дивизии: Остроленка (1903), Остров (1913). С 1890-х годов входила в 15-й армейский корпус.

## История дивизии

### Формирование
Сформирована 5 февраля 1806 г. как 11-я дивизия, 4 мая 1806 г. переименована в 12-ю дивизию. До 13 октября 1810 в состав дивизии входила кавалерийская бригада. С 31 марта 1811 г. дивизия переименована в 12-ю пехотную.
- 05.02.1806 — 04.05.1806 — 11-я дивизия
- 04.05.1806 — 31.03.1811 — 12-я дивизия
- 31.03.1811 — 20.05.1820 — 12-я пехотная дивизия
- 20.05.1820 — 02.04.1833 — 7-я пехотная дивизия
- 02.04.1833 — хх.хх.1918 — 6-я пехотная дивизия

В 1812 в состав дивизии входили:
- 1-я бригада
  - Смоленский пехотный полк
  - Нарвский пехотный полк
- 2-я бригада
  - Алексопольский пехотный полк
  - Новоингерманландский пехотный полк
- 3-я бригада
  - 6-й егерский полк
  - 41-й егерский полк
- 12‑я полевая артиллерийская бригада

### Боевые действия
12-я дивизия принимала участие в Русско-турецкой войне 1806—1812 годов, в частности во взятии Базарджика и в битве при Рущуке.
В начале Отечественной войны 1812 г. дивизия участвовала в бою под Салтановкой, где потеряла ок. 900 человек убитыми, ранеными и пропавшими без вести (тяжелое ранение получил и командующий дивизией генерал-майор П. М. Колюбакин). Затем 12-я пд действовала в ходе обороны Смоленска. Во время Бородинского сражения занимала позицию между Курганной батареей и д. Семеновское, понесла большие потери. Затем, после пополнения принимала участие в сражении под Малоярославцем, где её потери составили треть наличного состава. В ноябре 1812 г. 12-я пд участвовала в боях под Красным.
В 1815—1818 г. 12-я пд находилась в составе русского оккупационного корпуса во Франции. Начальник дивизии г-л. М. С. Воронцов одновременно возглавлял указанный корпус.
В ходе Русско-турецкой войны 1828—1829 гг. дивизия принимала участие в осаде Журжи, Силистрии, Шумлы, в сражениях при Кулевче и на реке Камчик, в осаде Месемврии, взятии Адрианополя и в других боевых действиях.
В 1849 г. дивизия участвовала в Венгерском походе русской армии, в частности, в осаде крепости Комаром.
В ходе Крымской войны в апреле 1854 года 6-я пехотная дивизия была направлена в Придунайские княжества и в течение 6 месяцев несла там тыловую службу (см. Дунайская кампания Крымской войны). В марте 1855 года дивизия была назначена на усиление войск в Крыму, где приняла участие в боевых действиях, в частности, в сражении на Чёрной речке 4 августа 1855 года.
В 1863—1864 гг. подразделения дивизии участвовали в подавлении польского восстания, в частности, в бою под Цёлково, который стал первым боевым столкновением этой кампании.
В годы Первой мировой войны дивизия, будучи в составе 15-го армейского корпуса, участвовала в Восточно-Прусской операции и отличилась в бою 10-11 августа 1914 г. у Орлау-Франкенау. Однако затем вместе с остальными частями корпуса попала в окружение, большинство личного состава погибло или попало в плен.

XV корпус разделил печальную участь XIII в самсоновской катастрофе. Восстановленные 6-я и 8-я пехотные дивизии приняли участие в гродненских боях и отличились в поражении IV австро-венгерской армии в июне 1915 года на подступах к Люблину при Ужендове.— Керсновский А. История русской армии
К началу февраля 1915 г. дивизия была восстановлена и приняла участие в оборонительных боях в районе Гродненской крепости.
Дивизия — участница Люблин-Холмского сражения 9 — 22 июля 1915 г.

## Состав дивизии
- 1-я бригада (1903: Нижегородский штаб; 1913: Остроленка)
  - 21-й пехотный Муромский полк
  - 22-й пехотный Нижегородский Е. И. В. Великой Княгини Веры Константиновны полк
- 2-я бригада (Остров)
  - 23-й пехотный Низовский генерал-фельдмаршала графа Салтыкова полк
  - 24-й пехотный Симбирский генерала Неверовского полк
- 6-я артиллерийская бригада (1897—1913: Остров)
  - 1-я батарея (1897: посад Брок)[5]
  - 5-я батарея (1897: посад Вышков)[5]

## Командование дивизии

### Начальники дивизии
(Командующий в дореволюционной терминологии означал временно исполняющего обязанности начальника или командира. Должности начальника дивизии соответствовал чин генерал-лейтенанта, и при назначении на эту должность генерал-майоров они оставались командующими до момента своего производства в генерал-лейтенанты).
- 05.02.1806 — хх.11.1806 — генерал-лейтенант князь Голицын, Борис Владимирович
- хх.11.1806 — 19.09.1810 — генерал-лейтенант (с 14.06.1810 генерал от инфантерии) граф Каменский, Сергей Михайлович
- 19.09.1810 — 04.02.1811 — генерал-лейтенант Воинов, Александр Львович
- 04.02.1811 — 12.07.1812[6] — командующий генерал-майор Колюбакин, Пётр Михайлович
- 12.07.1812 — хх.10.1812 — командующий генерал-майор генерал-адъютант Васильчиков, Илларион Васильевич
- хх.10.1812 — хх.08.1813 — командующий генерал-майор Колюбакин, Пётр Михайлович
- хх.08.1813 — хх.03.1814 — генерал-майор Каховский, Пётр Демьянович
- хх.03.1814 — 19.02.1820[7] — генерал-лейтенант (с 30.08.1815 генерал-адъютант) граф Воронцов, Михаил Семёнович
  - хх.03.1814 — 14.06.1815 — командующий генерал-майор Глебов, Андрей Саввич
  - 08.11.1815 — 19.02.1820 — командующий генерал-майор Лисаневич, Дмитрий Тихонович
- 19.02.1820 — 13.09.1824 — генерал-майор Лисаневич, Дмитрий Тихонович
- 24.10.1824 — 29.09.1828 — генерал-майор (с 22.08.1826 генерал-лейтенант) Ушаков, Павел Николаевич
- 29.09.1828 — 14.04.1829 — генерал-лейтенант Красовский, Афанасий Иванович
- 14.04.1829 — 04.10.1829 — генерал-лейтенант Юшков, Александр Иванович
- 04.10.1829 — 30.08.1839 — генерал-лейтенант Засс, Александр Павлович
- 30.08.1839 — 14.05.1845 — генерал-лейтенант Берников, Павел Сергеевич
- 14.05.1845 — 02.12.1849 — генерал-майор (с 07.04.1846 генерал-лейтенант) Граббе, Пётр Христофорович
- 06.12.1849 — 12.12.1849 — генерал-лейтенант Аммондт, Василий Антонович
- 12.12.1849 — 24.05.1854[8] — генерал-майор (с 06.12.1850 генерал-лейтенант) Дрешерн, Фёдор Карлович
- 24.05.1854 — 06.10.1857 — генерал-лейтенант Бельгард, Карл Александрович
- 06.10.1857 — 18.04.1860 — генерал-лейтенант Жабокритский, Иосиф Петрович
- 18.04.1860 — 30.09.1861 — генерал-лейтенант Веселитский, Сергей Гаврилович
- 30.09.1861 — 16.04.1872 — генерал-лейтенант Семека, Владимир Саввич
- 16.04.1872 — 13.01.1876 — генерал-майор (с 30.08.1873 генерал-лейтенант) Шебашев, Николай Михайлович
- 13.01.1876 — 22.02.1877 — генерал-лейтенант Свечин, Владимир Константинович
- 22.02.1877 — 31.07.1877 — генерал-майор Токмачёв, Владимир Лаврович
- 31.07.1877 — 05.09.1879[9] — генерал-майор (с 30.08.1879 генерал-лейтенант) фон Ден, Егор Александрович
- 11.09.1879 — 06.06.1882[9] — генерал-майор (с 30.08.1880 генерал-лейтенант) Кнорринг, Александр Владимирович
- 24.06.1882 — 31.12.1889 — генерал-лейтенант Вернер, Адольф Иванович
- 17.01.1890 — 06.06.1890 — генерал-майор Панютин, Всеволод Фёдорович
- 06.06.1890 — 02.11.1892 — генерал-майор (с 30.08.1890 генерал-лейтенант) Козен, Александр Фёдорович
- 02.11.1892 — 09.01.1900 — генерал-лейтенант Голохвастов, Владимир Петрович
- 13.04.1900 — 03.02.1903 — генерал-майор (с 01.01.1901 генерал-лейтенант) Засулич, Михаил Иванович
- 04.03.1903 — 08.04.1904 — генерал-лейтенант фон Лизарх-Кенигк, Александр-Владимир Александрович
- 02.05.1904 — 15.04.1909 — генерал-лейтенант Клауз, Павел Фёдорович
- 08.05.1909 — 09.04.1910 — генерал-лейтенант Зметнов, Георгий Александрович
- 20.04.1910 — 25.09.1910[10] — генерал-лейтенант Валицкий, Михаил Эмерикович
- 17.10.1910 — 31.10.1914 — генерал-лейтенант фон Торклус, Фёдор-Эмилий-Карл Иванович
- 21.12.1914 — 25.04.1917 — генерал-майор (с 06.12.1915 генерал-лейтенант) Байов, Константин Константинович
- 07.07.1917 — 10.10.1917 — командующий генерал-майор Кадомский, Дмитрий Петрович
- 17.10.1917 — хх.хх.1918 — командующий генерал-майор Климович, Антон Карлович

### Начальники штаба дивизии
Должность начальника штаба дивизии введена 1 января 1857 года.
- 01.01.1857 — 22.03.1858 — полковник Нейков, Иван Николаевич
- 05.04.1858 — 03.02.1863 — подполковник (с 30.08.1858 полковник) Ромишевский, Владислав Феликсович
- 03.02.1863 — 11.05.1863 — полковник Эрнрот, Казимир Густавович
- 15.05.1863 — 16.10.1863 — полковник Ромишевский, Владислав Феликсович
- 07.11.1863 — 07.07.1865 — полковник Орановский, Алоизий Казимирович
- 21.07.1865 — 25.03.1866 — полковник князь Щербатов, Александр Петрович
- хх.хх.1866 — 15.09.1873 — подполковник (с 20.04.1869 полковник) Ильяшевич, Лука Иванович
- 21.10.1873 — 15.07.1876 — полковник Деннет, Алексей Романович
- 15.07.1876 — 01.08.1887 — полковник Брофельт, Мартимер Карлович
- 17.08.1887 — 07.08.1890 — полковник Черницкий, Семён Григорьевич
- 20.09.1890 — 27.02.1891 — и. д. полковник Бобырь, Николай Павлович
- 27.02.1891 — 19.01.1894 — полковник Михайлов, Николай Григорьевич
- 03.03.1894 — 31.10.1899 — полковник Архипов, Владимир Александрович
- 04.12.1899 — 08.04.1902 — подполковник (с 06.12.1899 полковник) Родионов, Владимир Павлович
- 24.04.1902 — 12.07.1903 — полковник Михайлов, Александр Михайлович
- 19.08.1903 — 23.03.1905 — подполковник (с 6.12.1904 полковник) Болотов, Иван Михайлович
- 01.05.1905 — 06.11.1912 — полковник Чаусов, Николай Дмитриевич
- 15.01.1913 — 21.08.1915 — и. д. (утверждён в должности 23.01.1914) полковник Штубендорф, Алексей Оттович
- 10.09.1915 — после 08.02.1917 — и. д. подполковник (с 06.12.1916 полковник) Дьяков, Владимир Авраамович

### Командиры 1-й бригады
В период с 28 марта 1857 по 30 августа 1873 должности бригадных командиров были упразднены.
После начала Первой мировой войны в большинстве пехотных дивизий была оставлена должность только одного бригадного командира.
- 05.02.1806 — 15.06.1806 — генерал-майор граф Каменский, Сергей Михайлович
- 30.06.1806 — 16.08.1807 — генерал-майор Репнинский, Сергей Яковлевич
- 16.08.1807 — 22.09.1809 — генерал-лейтенант Ротгоф, Иосиф Васильевич
- 29.09.1809 — 17.01.1810 — командующий полковник граф Воронцов, Михаил Семёнович
- 17.01.1810 — 11.08.1810 — полковник Цвиленев, Александр Иванович
- 11.08.1810 — 04.02.1811 — генерал-майор Колюбакин, Пётр Михайлович
- 04.02.1811 — 27.03.1811 — генерал-майор граф Воронцов, Михаил Семёнович
- 27.03.1811 — хх.01.1812[11] — генерал-майор Колюбакин, Пётр Михайлович
  - 27.03.1811 — хх.01.1812 — командующий генерал-майор граф Воронцов, Михаил Семёнович
- хх.01.1812 — хх.03.1812 — генерал-майор Палицын, Иван Иванович
- хх.03.1812 — 01.12.1814[12] — генерал-майор Колюбакин, Пётр Михайлович
  - хх.03.1812 — 11.07.1812 — командующий полковник Рылеев, Михаил Николаевич
  - 11.07.1812 — хх.08.1813 — командующий подполковник (с 16.03.1813 полковник) Богдановский, Андрей Васильевич
- 01.12.1814 — 01.06.1815 — генерал-майор Свечин, Никанор Михайлович
- 01.06.1815 — 02.01.1820 — генерал-майор Богдановский, Андрей Васильевич
- 17.01.1820 — 19.04.1828 — генерал-майор Ляхович, Алексей Фёдорович
- 19.04.1828 — 27.03.1830[13] — генерал-майор Колен, Яков Яковлевич
- 06.04.1830 — 06.12.1831 — генерал-майор барон Болен (Боллен), Лев Леонтьевич
- 06.12.1831 — 02.04.1833 — командующий полковник Брозе, Александр Мартынович
- 02.04.1833 — 08.05.1833 — генерал-майор барон Герздорф, Александр Карлович
- 08.05.1833 — 06.12.1837 — генерал-майор Крюков, Александр Павлович
- 06.12.1837 — 15.11.1839 — генерал-майор барон фон Штейнвер, Павел Филиппович
- 20.11.1839 — 19.04.1842 — генерал-майор Ермолов, Сергей Николаевич
- 19.04.1842 — 21.06.1846 — генерал-майор Карлович, Антон Михайлович
- 23.09.1846 — 11.05.1854 — генерал-майор Жеребцов, Сергей Петрович
- 11.05.1854 — 23.12.1855 — генерал-майор князь Химшиев, Николай Николаевич
- 03.02.1856 — 28.03.1857 — генерал-майор Тулубьев, Алексей Александрович
- 30.08.1873 — 26.11.1876 — генерал-майор Эрнрот, Казимир Густавович
- 26.11.1876 — 17.11.1884[14] — генерал-майор Драгопулов, Иван Аргирьевич
- 20.11.1884 — 16.07.1894[15] — генерал-майор Юргенсон, Николай Павлович
- 23.07.1894 — 04.09.1896 — генерал-майор Ключарёв, Сергей Иванович
- 06.09.1896 — 23.09.1899[16] — генерал-майор Елита фон Вольский, Вильгельм Эдуардович
- 24.10.1899 — 16.04.1903 — генерал-майор Ожаровский, Владимир Фёдорович
- 20.04.1903 — 08.11.1904 — генерал-майор Казакевич, Игнатий Фёдорович
- 27.11.1904 — 06.06.1907 — генерал-майор Аникеев, Александр Никанорович
- 06.07.1907 — 16.07.1913 — генерал-майор Буссов, Константин Иванович
- 16.07.1913 — 15.08.1914[17] — генерал-майор Илинский, Сергей Петрович
- 06.10.1914 — 29.01.1917 — генерал-майор Грузинцев, Илларион Иванович
- 13.02.1917 — 17.06.1917 — командующий полковник Мальцев, Павел Павлович
- 08.07.1917 — хх.хх.хххх — командующий полковник Медведев, Павел Никифорович

### Командиры 2-й бригады
- 05.02.1806 — 16.08.1807 — генерал-лейтенант Ротгоф, Иосиф Васильевич
- 16.08.1807 — 11.08.1810 — генерал-майор Колюбакин, Пётр Михайлович
- 11.08.1810 — 04.02.1811 — генерал-майор Палицын, Иван Иванович
- 04.02.1811 — 27.03.1811[11] — генерал-майор Колюбакин, Пётр Михайлович
  - 04.02.1811 — 27.03.1811 — командующий генерал-майор Цвиленев, Александр Иванович
- 27.03.1811 — 05.02.1812 — генерал-майор Цвиленев, Александр Иванович
- 05.02.1812 — хх.03.1812 — генерал-майор, генерал-адъютант граф де Сен-При, Эммануил Францевич
- хх.03.1812 — 29.08.1814 — командующий полковник Панцербитер, Карл Карлович
- 29.08.1814 — 28.09.1814[18] — генерал-майор Палицын, Иван Иванович
- 28.09.1814 — 31.05.1815 — командующий полковник Панцербитер, Карл Карлович
- 01.06.1815 — 21.11.1815[19] — генерал-майор Свечин, Никанор Михайлович
  - 01.06.1815 — 08.11.1815 — командующий полковник (с 30.08.1815 генерал-майор) Панцербитер, Карл Карлович
  - 08.11.1815 — 21.11.1815 — командующий генерал-майор граф Гурьев, Александр Дмитриевич
- хх.12.1815 — 06.04.1819 — генерал-майор граф Гурьев, Александр Дмитриевич
- 06.04.1819 — 27.09.1829 — генерал-майор Лашкевич, Павел Петрович
- 27.09.1829 — 28.02.1831[20] — генерал-майор Акутин, Александр Никитич
- 28.02.1831 — 02.04.1833 — командующий полковник Аристов, Савелий Андреевич
- 02.04.1833 — 04.02.1839[21] — генерал-майор Симишин (Семишин), Павел Михайлович
- 04.02.1839 — 07.06.1840 — генерал-майор Рубец, Матвей Степанович
- 07.06.1840 — 14.07.1840 — генерал-майор Паскин, Пётр Алексеевич
- 14.07.1840 — 24.07.1843 — генерал-майор Володкович, Юлий Яковлевич
- 24.07.1843 — 23.03.1847 — генерал-майор Бурман, Александр Ермолаевич
- 23.03.1847 — 23.11.1849 — генерал-майор Носов, Иван Васильевич
- 06.12.1849 — 21.12.1849[22] — генерал-майор Семякин, Константин Романович
- 21.12.1849 — 13.09.1854 — генерал-майор Лисенко, Михаил Захарович
- 13.09.1854 — 20.10.1855 — генерал-майор Копьев, Юрий Алексеевич
- 29.11.1855 — 28.03.1857 — генерал-майор Гастфер, Отто Антонович
- 30.08.1873 — 14.09.1874 — генерал-майор Орановский, Алоизий Казимирович
- 09.10.1874 — 02.11.1874 — генерал-майор Мальм, Вильгельм Иванович
- 02.11.1874 — хх.хх.1878 — генерал-майор Годорожий-Чиколенко, Павел Семёнович
- 07.04.1878 — 09.01.1888 — генерал-майор фон Тальберг, Отто Германович
- 17.01.1888 — 18.04.1891 — генерал-майор Цытович, Иван Илларионович
- 18.04.1891 — 05.10.1892 — генерал-майор Маркозов, Василий Иванович
- 19.10.1892 — до 21.12.1897[23] — генерал-майор Российский, Александр Алексеевич
- 14.01.1898 — 27.06.1898 — генерал-майор Баранов, Александр Евграфович
- 23.07.1898 — 16.03.1904 — генерал-майор Чекмарёв, Константин Иванович[24]
- 04.04.1904[25] — 23.04.1906[26]— генерал-майор Страдовский, Александр Христианович
- 15.05.1906 — 17.10.1910 — генерал-майор Тарнагурский, Павел Владимирович
- 17.10.1910 — 31.12.1913 — генерал-майор Парчевский, Павел Антонович
- 14.01.1914 — 29.07.1914 — генерал-майор князь Макаев, Илья Захарович
- 02.01.1915 — 11.01.1915 — генерал-майор Камберг, Александр Иванович

### Командиры 3-й бригады
В 1833 году 3-я бригада расформирована.
- 05.02.1806 — 18.10.1806 — генерал-майор Штрик, Фёдор Борисович
- 18.10.1806 — 16.08.1807[27] — генерал-майор Колюбакин, Пётр Михайлович
  - 23.10.1806 — 16.08.1807 — командующий полковник Штеге, Георгий
- 16.08.1807 — 13.10.1808[28] — генерал-майор Уланиус, Карл Карлович
- 13.10.1808 — 16.10.1809 — командующий полковник Цвиленев, Александр Иванович
- 16.10.1809 — 11.08.1810 — генерал-майор Палицын, Иван Иванович
- 11.08.1810 — 04.02.1811 — генерал-майор, с 14.09.1810 генерал-адъютант граф де Сен-При, Эммануил Францевич
- 04.02.1811 — хх.01.1812 — генерал-майор Палицын, Иван Иванович
- хх.01.1812 — хх.03.1812[29] — генерал-майор Колюбакин, Пётр Михайлович
  - хх.01.1812 — хх.03.1812 — командующий полковник Панцербитер, Карл Карлович
- хх.03.1812 — 29.08.1814[30] — генерал-майор Палицын, Иван Иванович
  - 16.05.1813 — хх.03.1814 — командующий генерал-майор Глебов, Андрей Саввич
  - 30.04.1814 — 29.08.1814 — командующий полковник Вольмар, Карл Фёдорович
- 29.08.1814 — 08.11.1815[31] — генерал-майор Глебов, Андрей Саввич
  - 29.08.1814 — 14.11.1814 — командующий генерал-майор Свечин, Никанор Михайлович
  - 14.03.1815 — 08.11.1815 — командующий генерал-майор Гурьев, Александр Дмитриевич
- 08.11.1815 — 19.02.1820[32] — генерал-майор Лисаневич, Дмитрий Тихонович
  - 08.11.1815 — 25.01.1819 — командующий генерал-майор Панцербитер, Карл Карлович
- 19.02.1820 — 23.05.1820 — генерал-майор Фонвизин, Михаил Александрович
- 23.05.1820 — 12.12.1823 — генерал-майор Петерсен, Иван Фёдорович
- 12.12.1823 — 21.04.1826 — генерал-майор Михайловский-Данилевский, Александр Иванович
- 21.04.1826 — 20.05.1827 — генерал-майор Беттихер, Густав Иванович
- 20.05.1827 — 12.11.1827 — командующий полковник Иноземцев, Василий Иванович
- 12.11.1827 — 20.09.1828[33] — генерал-майор Тишевский, Игнатий Иванович
- 29.09.1828 — 06.12.1828 — генерал-майор Самсонов, Сергей Васильевич
- 06.12.1828 — 13.10.1829[34] — генерал-майор Завадовский, Михаил Тимофеевич
- 04.10.1829 — 28.02.1830 — генерал-майор Казнаков, Геннадий Иванович
- 21.04.1830 — 25.03.1832 — генерал-майор Добровольский, Михаил Людвигович
- 25.03.1832 — 02.04.1833 — генерал-майор Симишин (Семишин), Павел Михайлович

### Помощники начальника дивизии
В период с 28 марта 1857 года по 30 августа 1873 года помощники начальника дивизии фактически являлись бригадными командирами.
- 28.03.1857 — 15.03.1858 — генерал-майор Гастфер, Отто Антонович
- 15.03.1858 — 24.07.1859 — генерал-майор Моллер, Эдуард Антонович
- 24.07.1859 — 14.05.1863[35] — генерал-майор барон фон Менгден, Евгений Евстафьевич
- 30.08.1863 — 16.10.1863 — генерал-майор Шелькинг, Эмиль Львович
- 16.10.1863 — 12.09.1870 — генерал-майор Ромишевский, Владислав Феликсович
- 26.10.1870 — 30.08.1873[36] — генерал-майор Эрнрот, Казимир Густавович[37]

### Командиры 6-й артиллерийской бригады
Номер в наименовании артиллерийской бригады изменялся параллельно с номером пехотной дивизии, к которой бригада была приписана.
До 1875 года должности командира артиллерийской бригады соответствовал чин полковника, а с 17 августа 1875 года — чин генерал-майора.
- 23.08.1806 — 07.11.1807 — полковник Мертенс, Алексей Иванович
- 07.11.1807 — 21.12.1807 — командующий подполковник Фок, Борис Иванович
- 21.12.1807 — 09.06.1811 — полковник (с 28.07.1810 генерал-майор) Ансио, Александр Егорович
- 09.06.1811 — 26.01.1812 — подполковник Нейдгардт, Александр Петрович
- 26.01.1812 — 02.05.1816 — подполковник (с 14.04.1813 полковник) Саблин, Яков Иванович
- 02.05.1816 — 20.04.1820 — полковник Либштейн, Андрей Иванович
- 23.05.1820 — хх.хх.1829 — подполковник (с 25.04.1823 полковник, с 06.08.1829 генерал-майор) Савочкин, Егор Семёнович
- 18.01.1830 — 06.09.1833 — полковник Волженский, Николай Львович
- 22.02.1834 — 04.06.1837 — подполковник (с 12.12.1835 полковник) Гинцель, Александр Карлович
- 04.06.1837[39] — 12.03.1847[40] — подполковник (с 28.01.1840 полковник) Астафьев, Алексей Иванович[41]
- 05.04.1847 — 17.11.1855 — полковник (с 30.03.1852 генерал-майор) Касторский, Павел Николаевич
- 01.02.1856 — 05.06.1864 — полковник Зайцов, Михаил Яковлевич
- 04.07.1864 — 04.11.1876 — полковник (с 17.04.1870 генерал-майор) Филимонов, Василий Семёнович
- 13.01.1877 — после 01.11.1882 — полковник (с 01.01.1878 генерал-майор) Рерберг, Сергей Фёдорович
- 02.01.1883 — 28.08.1885 — генерал-майор Федорцов-Малыш, Александр Никитич
- 28.08.1885 — 12.10.1892 — генерал-майор Зеленский, Пётр Александрович
- 12.10.1892 — 30.01.1893 — генерал-майор князь Химшиев, Георгий Спиридонович
- 30.01.1893 — 09.04.1897 — генерал-майор Рклицкий, Иван Васильевич
- 09.04.1897 — 11.08.1900 — генерал-майор Воротников, Марк Семёнович
- 11.08.1900 — 13.02.1904 — полковник (с 06.12.1901 генерал-майор) Венюков, Анатолий Васильевич
- 02.03.1904 — 25.03.1905 — полковник (с 06.12.1904 генерал-майор) Краевский, Михаил Михайлович
- 25.03.1905[42] — 13.06.1907 — полковник (с 05.01.1906 генерал-майор) Сергеев, Георгий Фёдорович
- 24.08.1907 — 13.01.1910 — генерал-майор Де-Роберти, Александр Валентинович
- 05.02.1910 — 05.09.1912 — генерал-майор Поганко, Коломан Фердинандович
- 23.09.1912 — 27.07.1913 — генерал-майор Перфильев, Сергей Аполлонович
- 30.08.1913 — 17.08.1914[43] — генерал-майор Семенчук, Филарет Лаврентьевич
- 06.11.1914 — 09.02.1915 — генерал-лейтенант Лезедов, Карл-Николай Карлович
- 13.02.1915 — 12.05.1916 — генерал-майор Копестынский, Иван Григорьевич
- 12.05.1916 — 28.04.1917 — генерал-майор Позоев, Рубен Аветикович
- 28.04.1917 — хх.хх.хххх — командующий полковник Радулович-Топузанович, Владимир Митрофанович

### Командиры кавалерийской бригады 11-й (с 04.05.1806 12-й) дивизии
В 1810 г. кавалерия выведена из состава дивизии
- 05.02.1806 — 19.09.1810 — генерал-майор (с 14.06.1810 генерал-лейтенант) Воинов, Александр Львович
- 19.09.1810 — 13.10.1810 — командующий генерал-майор Мелиссино, Алексей Петрович